# إيناس إميكو تاكاوكا
إيناس إميكو تاكاوكا (武岡 イネス 恵美子) (مواليد 1 مايو 1971)، هي لاعبة كرة قدم كانت تلعب كمهاجم. ولعبت مع منتخب اليابان لكرة القدم للسيدات.

## وصلات خارجية
- إيناس إميكو تاكاوكا على موقع الاتحاد الدولي (مؤرشف)  (الإنجليزية)
- إيناس إميكو تاكاوكا على موقع Soccerway.com (الإنجليزية)
- إيناس إميكو تاكاوكا على موقع عالم كرة القدم.نت (الإنجليزية)